# Szentkirályi Móric

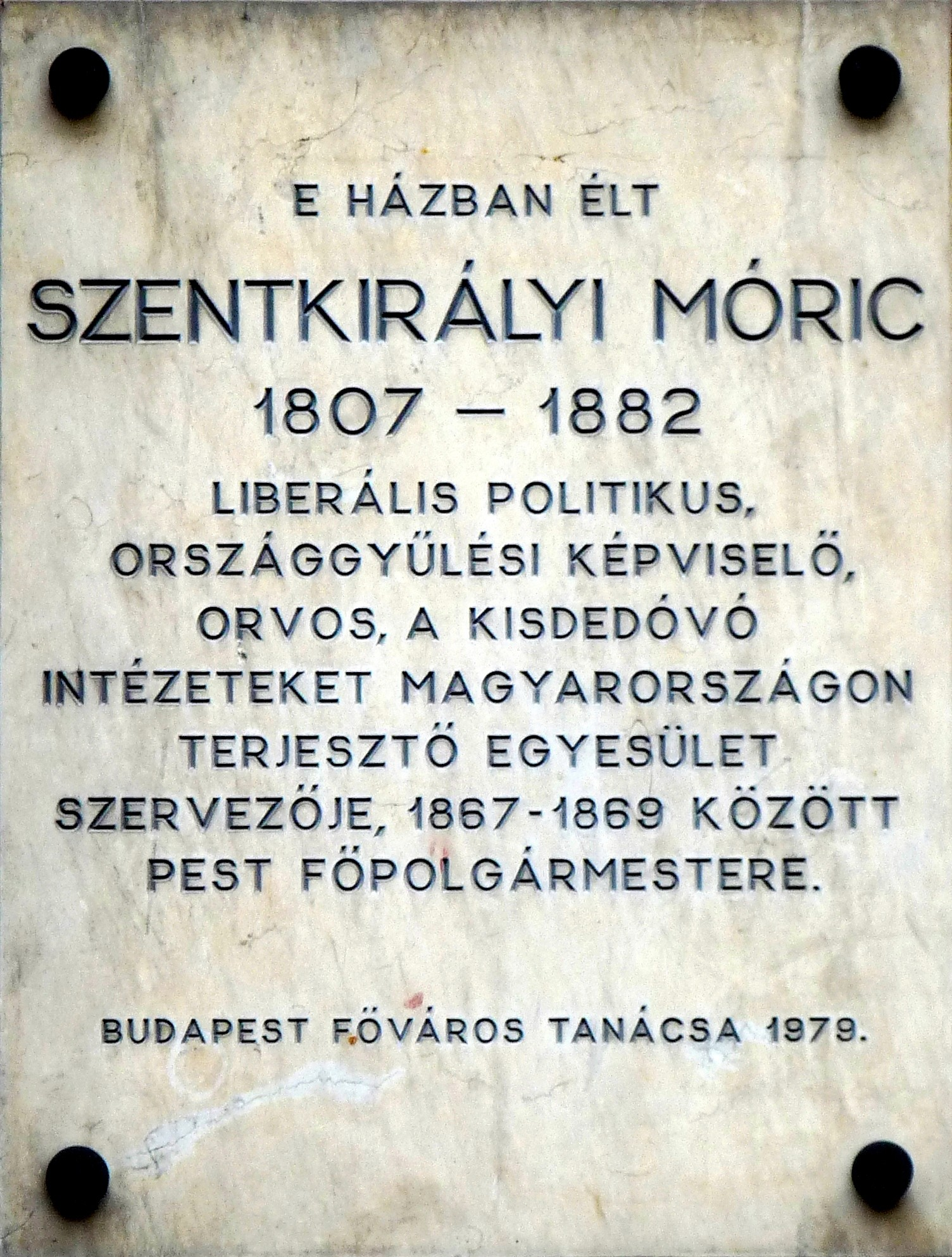
Emléktáblája a róla elnevezett utcában

Érszentkirályi Szentkirályi Móric (Pest, 1807/1809. március 7. – Budapest, 1882. január 7.) magyar politikus, Pest-Pilis-Solt-Kiskun vármegye alispánja és országgyűlési képviselője. Szentkirályi Albert apja. Budapest egyesítése előtt Pest utolsó választott főpolgármestere volt.

## Életpályája
Szentkirályi László szeptemvir fia. A pesti Piarista Gimnáziumban tanult, majd a Pesti Egyetemen végezte jogi tanulmányait, 1829-ben jogi doktor lett, ami abban a korban előkelő és vagyonos ifjaknál ritkaságszámba ment; ez alkalommal a Magyar asszony jogairól értekezett, ami nyomtatásban is megjelent. Azután utazást tett külföldön és meglátogatott német egyetemeket, ezekben sajátította el a rá jellemző éles, kutató és megkülönböztető tehetséget, valamint a filozofáló és szemlélődő hajlamot. Hazatérve Pest-Pilis-Solt vármegyében szolgált mint főjegyző, majd alispán. Amikor 1840-ben a szólásszabadság sérelme felmerült, vagyis a kormány Ráday Gedeon grófot, Pest-Pilis-Solt vármegye egyik megválasztott követét, a szabad szó miatt perbe fogatta, és az országgyűlésre bocsátani nem akarta, Szentkirályi megválasztott követtársaként kiállt a szólásszabadság mellett. Mint jegyző, az országgyűlési iratok és törvényjavaslatok jeles előkészítője és megfogalmazója volt. Az 1843. évi országgyűlésen az akkori ellenzéki javaslatokból sokat elfogadott, sőt demokratikus szempontból azokon túl is ment; de 1848-ban már ellentétbe került Kossuth Lajossal, akkori követtársával, s az általa felkarolt, uralkodóvá lett eszmékkel, úgyhogy ennek folytán Pozsonyt és az országgyűlést el is hagyta. Egy ideig 1848-ban a jászkunok főkapitányi tisztségét viselte és nemigen látogatta az országgyűlést. Hogy pártja szemrehányásaitól meneküljön, és hazaszeretetének tevőleges jelét adja, kormánybiztosi minőségben táborba szállott a felkelő rácok ellen, de mint tábori biztos nem felelt meg a nem neki való szerepnek és rövid idő múlva visszatérvén, az augusztus 21-i viharos ülésen állást foglalt Perczel Mór ellen és tagadta, hogy az alföldi hadseregnél árulás történt volna, s ellenezte az e tárgyban indítványozott vizsgálatot. Az 1848. évi „első felelős magyar minisztérium” leköszönése után a másodikban neki szánták az igazságügy-miniszteri tárcát, de azt az akkori viszonyok közt nem vette át és 1848 végén már teljesen visszavonult a közélettől. 1849 tavaszán elfogták ugyan és Budán elzárták, de csakhamar kiszabadult, megmenekült a nagyobb üldözésektől és megtarthatta életét és vagyonát is. Elkeseredésében az orvostudományok (homeopátia) tanulásában keresett vígasztalást. Mint gyakorló orvos, tiszteletdíjat nem fogadott el, és száz meg száz szegény beteget gyógyított, ingyen. Időközben Pest főváros nem felejtve a szabad királyi városok szavazati jogának kivívásában kifejtett érdemeit, az 1865. évi országgyűlésre józsefvárosi képviselővé választotta, amelyen a Deák-párthoz csatlakozott, és sok jeles beszédet tartott. A következő választáson azonban, 1868-ban az ellenzék jelöltjével szemben megbukott. Ekkor a főváros, hálája újabb jeléül, Vidacs János ellenében, nagy szótöbbséggel főpolgármesterévé választotta. Ebben az állásában nagy hévvel működött a főváros szervezésén, Pestnek Budával és Óbudával való egyesítésén és magyarosításán. Thaisz városkapitánnyal viszont erős összeütközésbe került, s minthogy a városi közgyűlésnél kellő támogatásra nem talált, lemondott főpolgármesteri hivataláról, s folytatta orvosi ingyengyakorlatát a szegények javára. Emellett irodalommal is foglalkozott. Utolsó éveiben angolból lefordította Donald Mackenzie Wallace nagy művét Oroszországról és Macaulay egy-két tanulmányát. Egy ideig a pesti Nemzeti Színház igazgatója is volt, de ideges természete miatt e feladatot nem sokáig tűrte; éles polémiákba keveredett és lemondott.

## Emlékezete
- Nevét a Szentkirályi utca viseli Budapest VIII. kerületében, ahol emléktáblát is elhelyeztek tiszteletére.

## Főbb művei
- Értekezés a magyar asszony jussairól (Pest, 1829; Első magyar értekezés a törvénytudományi korban)
- Jelentése Pest, Pilis és Solt megyék 1838–40. évi országgyűlési követeinek (Dubraviczky Simonnal, Pest, 1840)
- Beszéde Ferenc Viktor főherceg, Pest megye főispáni székébe… történt beiktatásakor, 1847. okt. 16., Pest (Örömünnepi beszédek…)
- Eszmetöredékek a vármegyék rendezéséről (Pest, 1876; Különnyomat a Budapesti Szemléből)
- Észrevételek a magyar belügyminisztérium által előterjesztett törvényjavaslatról… (Pest, 1870)
- Mackenzie Wallace, Russia, az orosz birodalom ismertetése. Angolból ford. (Budapest, 1878, két kötet; Ism. Budapesti Szemle XVIII.)